# جون إتش برينتون
جون إتش برينتون (بالإنجليزية: John Hill Brinton)‏ هو جراح أمريكي، ولد في 21 مايو 1832 في فيلادلفيا في الولايات المتحدة، وتوفي بنفس المكان في 18 مارس 1907 بسبب نزف مخي.